# Fernando Bolea
Fernando Bolea Alonso (* 29. Mai 1965 in Saragossa; † 27. Juni 2024 in Valladolid) war ein spanischer Handballtrainer und Handballspieler.

## Spielerkarriere

### Verein
Der 1,88 m große linke Außenspieler stand ab 1982 im Kader von Corazonistas de Zaragoza. Über CN Helios kam er 1985 zu ACD Michelín Valladolid in die erste spanische Liga. Zur Saison 1990/91 nahm ihn Ligakonkurrent Bidasoa Irún unter Vertrag. Mit Irún gewann er 1991 die Copa del Rey, 1993 die Copa ASOBAL, 1995 die spanische Meisterschaft und die EHF Champions League. Zudem erreichte er das Finale im Europapokal der Pokalsieger 1991, in der Copa ASOBAL 1992 und in der Copa del Rey 1993. In der Saison 1995/96 belegte der Linksaußen mit SD Octavio den vierten Platz, 1996/97 den sechsten Rang. Anschließend holte ihn Trainer Alfred Gislason, einst Mitspieler in Irún, in die deutsche Bundesliga zum VfL Hameln. Mit den Niedersachsen musste er am Saisonende in die 2. Handball-Bundesliga absteigen. Nachdem der sofortige Wiederaufstieg in der Saison 1998/99 mit zwei Punkten verpasst worden war, kehrte Bolea nach Spanien zurück und schloss sich dem Erstligisten Garbel Saragossa an. Nachdem Saragossa im Jahr 2000 den Abstieg knapp vermeiden konnte, musste die Mannschaft ein Jahr darauf als Tabellenletzter in die zweite spanische Liga absteigen. Dort beendete Bolea im Sommer 2003 seine Spielerlaufbahn.

### Nationalmannschaft
In der spanischen Nationalmannschaft debütierte Bolea beim 27:19 gegen Kuba am 5. Januar 1989 in Almería. Bei der B-Weltmeisterschaft 1989 belegte er mit Spanien den vierten Platz. Bei den Olympischen Spielen 1992 in Barcelona erreichte er mit der spanischen Auswahl den fünften Platz, er warf in zwei Einsätzen acht Tore. Auch bei der Weltmeisterschaft 1993 wurde der fünfte Platz belegt, in zwei Spielen erzielte er ein Tor.
Bei der Europameisterschaft 1994 war er zehnmal in vier Spielen erfolgreich und kam mit Spanien wieder auf den fünften Rang. Zum Abschluss seiner Nationalmannschaftslaufbahn nahm er an der Weltmeisterschaft 1995 teil, wo er elf Tore in vier Partien warf und den elften Platz belegte. Insgesamt bestritt er 52 Länderspiele, in denen er 103 Tore erzielte.

## Trainerkarriere
Nach seinem Karriereende übernahm Bolea den Trainerposten bei Garbel Saragossa für ein Jahr. Mit BM Aragón gelang ihm 2005 direkt der Aufstieg in die erste Liga, wo Aragón 2006 den siebten Platz belegte. Anschließend wechselte er nach Italien zum Meister und Pokalsieger Pallamano Conversano. Nach einem erfolglosen Jahr kehrte er zurück und wurde Trainer beim Drittligisten AD Ciudad de Guadalajara, mit dem ihm in den nächsten drei Jahren der Durchmarsch in die Liga ASOBAL gelang. Ab 2012 trainierte er Bidasoa Irún, mit dem ihm 2016 der Wiederaufstieg in die spanische Eliteliga gelang.

## Sonstiges
Im Juni 2021 wurde Bolea von der königlichen spanischen Handballföderation mit der „Medalla e Insignia al Mérito Deportivo“ ausgezeichnet. Von der Stadt Saragossa erhielt er am 19. Mai 2022 bei der „Saragossa Sport Gala“ ebenfalls eine Auszeichnung.
Bolea erkrankte an Alzheimer und verstarb im Juni 2024.